# روبرت بالش
روبرت بالش (بالإنجليزية: Robert Balch)‏ هو عالم اجتماع أمريكي، ولد في 1945 في الولايات المتحدة.